# 창원 메트로시티 1단지
창원 메트로시티 1단지(영어: Changwon Metro City 1) 또는 메트로시티 데시앙 한림 풀에버(영어: MetroCity Dessian Hanlim FullEver)는 대한민국 경상남도 창원시 마산회원구 양덕동에 건설된 아파트다.

## 구성
- 101동: 25층
- 102동: 21~25층
- 103동: 35층
- 104동: 22층
- 105동: 25층
- 106동: 29층
- 107동: 22층
- 108동: 22~28층
- 109동: 34~39층
- 110동: 22층
- 111동: 22~28층
- 112동: 30층
- 113동: 30층
- 114동: 34~39층
- 115동: 25층
- 116동: 25~30층
- 117동: 30층
- 118동: 25층
- 119동: 30층
- 120동: 23층
- 121동: 25~30층

## 특징
- 동:  1~21개
- 최소/최대: 21/39층
- 평:최소/최대: 36A/71평
- 매매가:4억~10억 최소,최대 기준

## 시설
지상 2층: 주민공원, 배드민턴 장, 다리3개, 의자, 운동기구, 놀이터 5개, 모래사장, 동상, 정자
지상 1층: 주민공원, 상가, 골프장, 분수대, 어린이집, 합창단실, 도서관, 공부방, 탁구장, 헬스장, 커뮤니티 시설

## 같이 보기
- 창원 메트로시티 2단지
- 가고파초등학교
- 창원NC파크
- 3.15아트센터
- 양덕2동